# 깨진 거울 속의 여인들
《깨진 거울 속의 여인들》(Gebroken Spiegels, Broken Mirrors)은 네덜란드에서 제작된 마를린 호리스 감독의 1984년 드라마, 스릴러 영화이다. 리네케 리지맨 등이 주연으로 출연하였다.

## 출연

### 주연
- 리네케 리지맨
- 헨리에테 톨

### 조연
- 에드다 바렌드
- 조앙 레쌍

## 기타
- 미술: 해리 아머랜